# Gisborne (ciudad)
Gisborne (en maorí: Turanga-nui-a-Kiwa) es una ciudad en el noreste de Nueva Zelanda; es el mayor asentamiento en la Región de Gisborne. 
Está ubicada en la desembocadura del río Turanganui en Poverty Bay, tiene una población aproximada de 34.300 habitantes y es el centro administrativo de la entidad unitaria de Gisborne, así como de la región de Gisborne y el distrito de Gisborne.

## Geografía

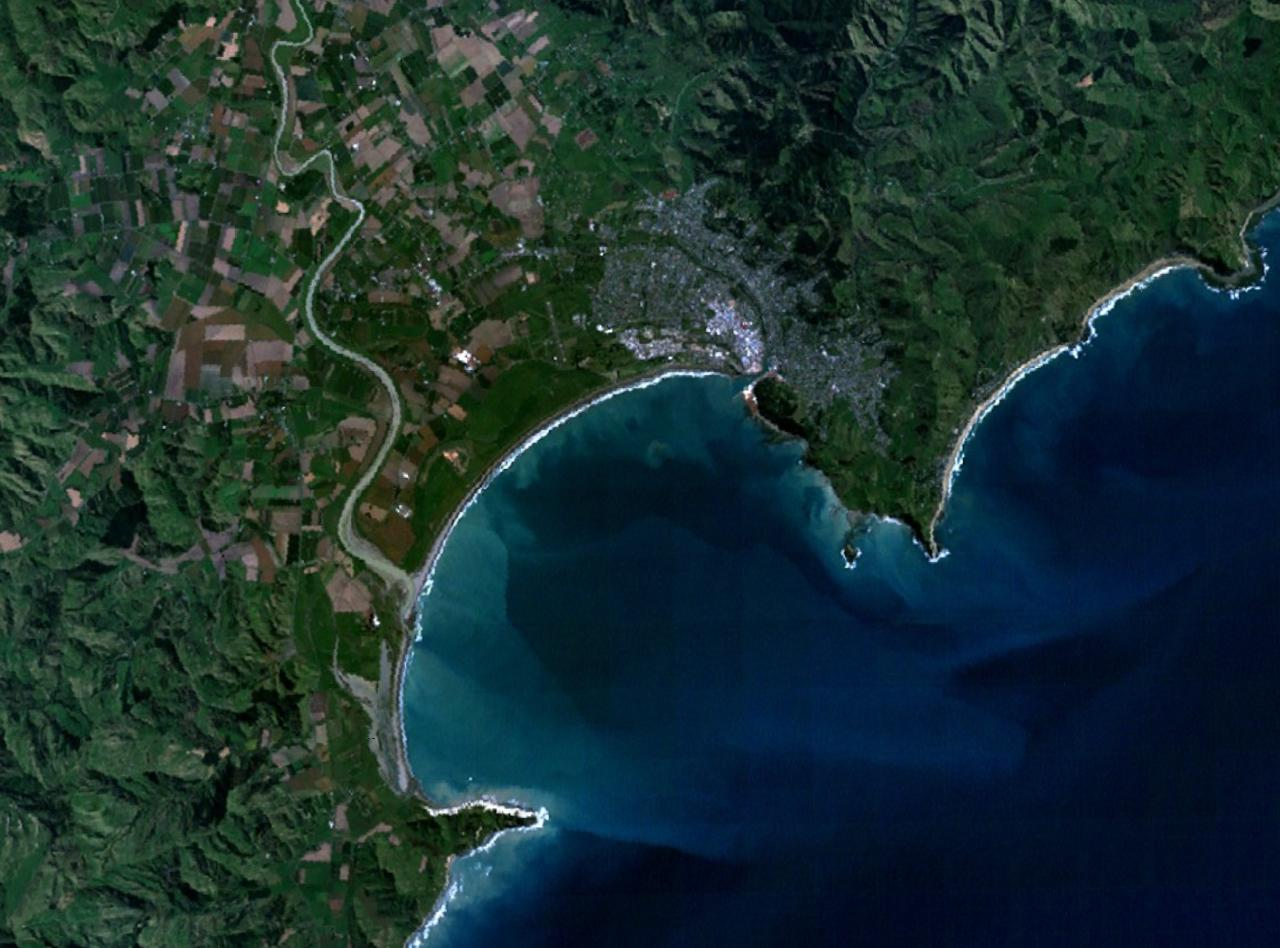
Foto satelital de Gisborne tomada por la NASA.

La ciudad de Gisborne se encuentra en el extremo norte de Poverty Bay. El promontorio de acantilados blancos en el otro extremo de la bahía llamados Young Nick's Head es visible desde la ciudad. El nombre maorí de los acantilados es Te Kuri-a-Paoa, que significa el perro de Paoa.
Esta fue la primera parte de Nueva Zelanda avistada por la tripulación del Capitán James Cook y el HMB Endeavour y fue nombrado por el miembro de la tripulación que primero lo vio. Un monumento a Cook se encuentra en la playa y marca el punto donde por primera vez desembarcó en Nueva Zelanda el 8 de octubre de 1769.
A veces se le conoce como la ciudad de los ríos ya que el centro de la ciudad es la convergencia de tres ríos diferentes, uno de los cuales es el río más corto del país con 1200 m de largo.
Gisborne presume de ser la primera ciudad del mundo en recibir el sol cada día. Sin embargo, en 2011 Samoa decidió saltarse un día para alinearse con sus socios comerciales, por lo que se desplazaron hacia el oeste a través de la Línea internacional de cambio de fecha y su capital Apia ahora puede reclamar ese título. 

## Clima
La región está protegida por la altura del país hacia el oeste y tiene un clima soleado con altas horas de sol. La región tiene un promedio anual de 2.200 horas de sol. La precipitación anual varía desde aproximadamente 1000 mm cerca de la costa a más de 2500 mm en la parte interior.
| Parámetros climáticos promedio de Gisborne | Parámetros climáticos promedio de Gisborne | Parámetros climáticos promedio de Gisborne | Parámetros climáticos promedio de Gisborne | Parámetros climáticos promedio de Gisborne | Parámetros climáticos promedio de Gisborne | Parámetros climáticos promedio de Gisborne | Parámetros climáticos promedio de Gisborne | Parámetros climáticos promedio de Gisborne | Parámetros climáticos promedio de Gisborne | Parámetros climáticos promedio de Gisborne | Parámetros climáticos promedio de Gisborne | Parámetros climáticos promedio de Gisborne | Parámetros climáticos promedio de Gisborne |
| Mes                                        | Ene.                                       | Feb.                                       | Mar.                                       | Abr.                                       | May.                                       | Jun.                                       | Jul.                                       | Ago.                                       | Sep.                                       | Oct.                                       | Nov.                                       | Dic.                                       | Anual                                      |
| ------------------------------------------ | ------------------------------------------ | ------------------------------------------ | ------------------------------------------ | ------------------------------------------ | ------------------------------------------ | ------------------------------------------ | ------------------------------------------ | ------------------------------------------ | ------------------------------------------ | ------------------------------------------ | ------------------------------------------ | ------------------------------------------ | ------------------------------------------ |
| Temp. máx. media (°C)                      | 24.9                                       | 24.2                                       | 22.6                                       | 19.9                                       | 17.1                                       | 14.7                                       | 14.1                                       | 14.9                                       | 16.8                                       | 19.0                                       | 21.3                                       | 23.3                                       | 19.5                                       |
| Temp. mín. media (°C)                      | 13.6                                       | 13.6                                       | 12.2                                       | 9.6                                        | 6.9                                        | 5.3                                        | 4.6                                        | 5.4                                        | 6.8                                        | 8.6                                        | 10.5                                       | 12.3                                       | 9.1                                        |
| Precipitación total (mm)                   | 54                                         | 78                                         | 99                                         | 103                                        | 97                                         | 125                                        | 119                                        | 93                                         | 101                                        | 63                                         | 65                                         | 67                                         | 1050                                       |
| Fuente: NIWA Climate Data                  |                                            |                                            |                                            |                                            |                                            |                                            |                                            |                                            |                                            |                                            |                                            |                                            |                                            |

## Economía
El puerto acogió a muchos navíos en el pasado y se ha desarrollado como un puerto fluvial para proporcionar un lugar más seguro para el transporte, en comparación con el fondeadero abierto de Poverty Bay, que puede estar expuesto al oleaje del sur. Varias empresas de carne estaban situadas al lado del puerto y la carne y la lana se enviaban desde aquí. Ahora en el puerto fondean muchos barcos de pesca pequeños, así como buques de carga utilizados para la exportación.
La ciudad mantiene un encanto rural y es un popular lugar para vacacionar. Las industrias locales se reparten entre la agricultura, la horticultura y la silvicultura. La producción de vinos es también es una importante industria para la economía local.

## Suburbios

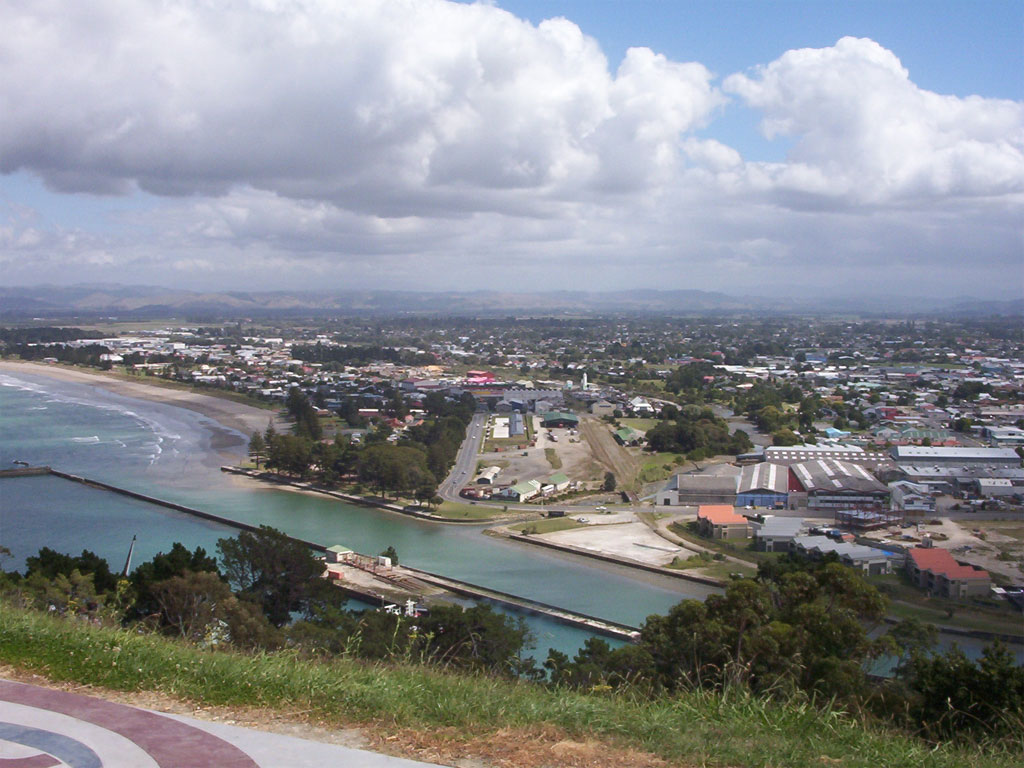
Suburbios costeros de Gisborne vistos desde la colina Kaiti

| - Awapuni - Elgin - Gaddums Hill - Heatherlea/Darwin Road - Kaiti - Makaraka - Manutuke | - Mangapapa - Makorori - Riverdale - Riverside - Riverview - Sponge Bay - Tamarau | - Te Hapara - Te Wharau - Victoria - Waikanae - Waikirikiri - Wainui Beach - Whataupoko |

## Ciudades de hermanadas
Gisborne tiene hermanamiento con las siguientes ciudades:
- Palm Desert, California, Estados Unidos
- Nonoichi, Ishikawa, Japón
- Gisborne, Victoria, Australia
- Valverde del Majano, Segovia, España

## Puertos hermanos
- Gamagōri, Aichi, Japón
- Rizhao, Shandong, China